# Густыня

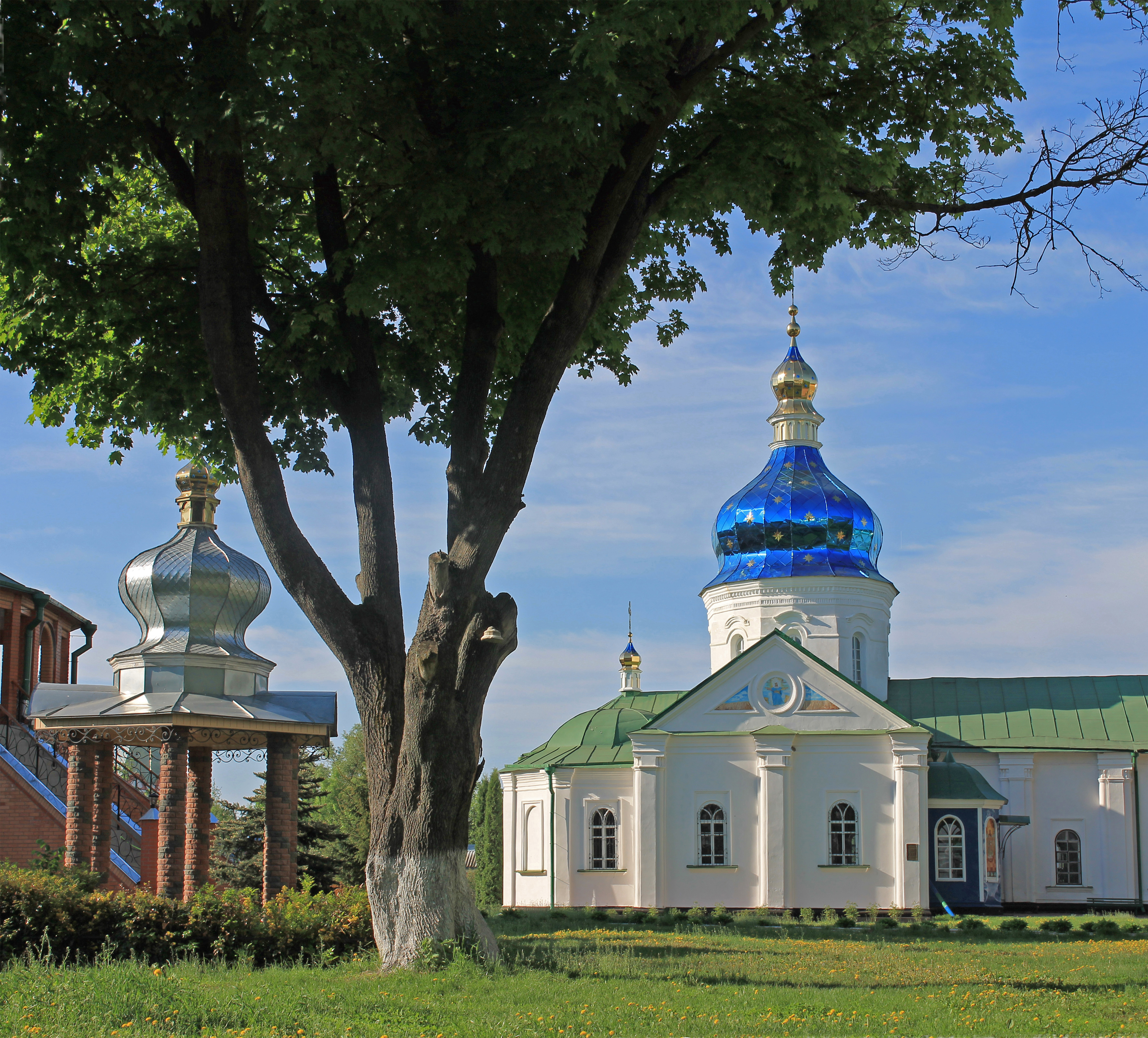
Воскресенская церковь Густынского монастыря

Густыня (укр. Густиня) — село в Прилукском районе Черниговской области Украины. Население — 150 человек. Занимает площадь 0,472 км².
Код КОАТУУ: 7424183202. Почтовый индекс: 17544. Телефонный код: +380 4637.
В селе расположен Густынский Свято-Троицкий женский монастырь
В 1600 году на земле князей Вишневецких в Густыни был основан Свято-Троицкий мужской монастырь. Основателем обители был иеросхимонах Иоасаф, пришедший с Афона в Киево-Печерскую лавру, а затем из-за постоянных разорений Киева ушедший искать более спокойное и уединённое место.  
выдающиеся памятники историографии: «Густынская летопись», охватывающая историю Украины со времён Киевской Руси до 1597 года, и «Летопись монастыря Густынского».  
В течение XVII–XIX веков сложился монастырский ансамбль, в который входили пять храмов:
Свято-Троицкий собор, построенный на средства гетмана Ивана Самойловича и освящённый в 1675 году; 
церковь Петра и Павла (конец XVII — начало XVIII вв.); 
Воскресенский храм (XVIII в.); 
надвратный в честь святителя Николая Чудотворца (1693–1708); 
домовый при настоятельных кельях во имя святой великомученицы Варвары (XVII в.), возобновлённый в 1844–1845 гг.. 
В 1943 году монастырь возродился, в 1959 году его повторно закрыли и отвели под психоневрологический диспансер, к началу 1990-х годов здания обители выглядели руинами.  
В 1993 году началось новое возрождение монастыря, к настоящему времени его архитектурный ансамбль практически полностью восстановлен.

## Власть
Орган местного самоуправления — Замостянский сельский совет. Почтовый адрес: 17544, Черниговская обл., Прилукский р-н, с. Замостье, ул. Шевченко, 108а.